# Johan Bøgh
Johan Wallace Hagelsteen Bøgh, född i Bergen 27 maj 1848, död 22 juli 1933, var en norsk konstbefrämjare.
Bøgh ägnade sig åt publiciteten och teaterväsendet men blev framför allt känd som uppmuntrare av konsten och konsthantverket och grundläggare (1889) av Vestlandske kunstindustrimuseum i Bergen, vars föreståndare han sedan blev. Bøgh utgav flera skrifter om konstindustri, årsberättelser med mera, samt Katalog over Bergens bys billedgalleri. 1918 tillägnades han en festskrift, Kunst og haandverk.